# Oakie Doke
Oakie Doke – brytyjski serial animowany wyprodukowany przez Cosgrove Hall Films.
Światowa premiera serialu miała miejsce 7 września 1995 roku na antenie BBC. W Polsce serial nadawany był dawniej na kanale TVP1 od 1996 roku w sobotniej Wieczorynce.

## Wersja polska
Wersja polska: TELEWIZYJNE STUDIA DŹWIĘKU – WARSZAWA

Reżyseria: Dorota Kawęcka

Dźwięk: Wiesław Jurgała

Montaż: Danuta Rajewska

Kierownik produkcji: Krzysztof Michura

Dialogi i tekst piosenki: Tristan Korecki

Opracowanie muzyczne: Eugeniusz Majchrzak

Śpiewał: Maciej Damięcki

Wystąpili:
- Maciej Damięcki – Oakie Doke
- Andrzej Gawroński – Tata
- Marek Robaczewski – Rufus
- Stefan Knothe – Maniaszek
- Jacek Rozenek – Dave
- Piotr Adamczyk – Denzil
- Joanna Wizmur – Rudzik
- Joanna Jędryka – Babunia
- Ewa Kania
- Agata Gawrońska

i inni

## Spis odcinków
| Nr             | Polski tytuł                           | Angielski tytuł                       |
| -------------- | -------------------------------------- | ------------------------------------- |
|                |                                        |                                       |
| SERIA PIERWSZA |                                        |                                       |
|                |                                        |                                       |
| 01             |                                        | Oakie Doke and the Lonely Mouse       |
|                |                                        |                                       |
| 02             | Tajemnicze zniknięcie zimowych zapasów | Oakie Doke and the Nut Mystery        |
|                |                                        |                                       |
| 03             | Przyjęcie w Dębowej Dolinie            | Oakie Doke and the Party              |
|                |                                        |                                       |
| 04             | Urodzinowy tort Lutka                  | Oakie Doke and the Birthday Cake      |
|                |                                        |                                       |
| 05             |                                        | Oakie Doke and the Hiccups            |
|                |                                        |                                       |
| 06             |                                        | Oakie Doke and the Hat Hunt           |
|                |                                        |                                       |
| 07             |                                        | Oakie Doke and the Scooter            |
|                |                                        |                                       |
| 08             |                                        | Oakie Doke and the Cheeky Breeze      |
|                |                                        |                                       |
| 09             |                                        | Oakie Doke and the Orchestra          |
|                |                                        |                                       |
| 10             |                                        | Oakie Doke and the Treasure Hunt      |
|                |                                        |                                       |
| 11             |                                        | Oakie Doke and the Monster            |
|                |                                        |                                       |
| 12             |                                        | Oakie Doke and the Jam Puddle         |
|                |                                        |                                       |
| 13             |                                        | Oakie Doke and the Wishing Well       |
|                |                                        |                                       |
| SERIA DRUGA    |                                        |                                       |
|                |                                        |                                       |
| 14             |                                        | Oakie Doke and the Wheelbarrow Nut    |
|                |                                        |                                       |
| 15             |                                        | Oakie Doke and the Missing Mouse      |
|                |                                        |                                       |
| 16             |                                        | Oakie Doke and the Little Helpers     |
|                |                                        |                                       |
| 17             |                                        | Oakie Doke and the Burnt Pizza        |
|                |                                        |                                       |
| 18             |                                        | Oakie Doke and the Talking Stone      |
|                |                                        |                                       |
| 19             |                                        | Oakie Doke and the New Pet            |
|                |                                        |                                       |
| 20             |                                        | Oakie Doke and the Birthday Surprise  |
|                |                                        |                                       |
| 21             |                                        | Oakie Doke and the Runaway Bowls      |
|                |                                        |                                       |
| 22             |                                        | Oakie Doke and the Oakie Hollows Fete |
|                |                                        |                                       |
| 23             |                                        | Oakie Doke and the Helpful Mouse      |
|                |                                        |                                       |
| 24             |                                        | Oakie Doke and the Go Cart Race       |
|                |                                        |                                       |
| 25             |                                        | Oakie Doke and the Messy Day          |
|                |                                        |                                       |
| 26             |                                        | Oakie Doke and the Shooting Star      |
|                |                                        |                                       |